# Stereophonics
Stereophonics é uma banda britânica de rock alternativo criada em 1992, composta originalmente por Kelly Jones (vocal, guitarra, piano); Richard Jones (baixo); Stuart Cable (bateria). Originada em Cwmaman, País de Gales, a banda faz parte do cenário britpop. Lançaram dez álbuns de estúdio, seis dos quais lideraram a UK Albums Chart. O álbum mais recente da banda é o Scream Above The Sounds lançado em outubro de 2017. Atualmente a banda é formada por Kelly Jones (vocal, guitarra e piano), Richard Jones (baixo), Adam Zindani (Guitarra e backing vocals) e Jaime Morrison (Bateria).

## História

### Formação e primeiros anos (1992-1996)
Kelly e Richard cresceram juntos, na aldeia de Cwmaman, País de Gales. Eles mais o baterista original Stuart Cable, começaram a escrever e executar músicas juntos em Working Men's Clubs no ano de 1992 como uma banda cover adolescente conhecida como "Tragic Love Company", um nome inspirado em suas bandas favoritas (The Tragically Hip, Mother Love Bone e Bad Company). A banda mais tarde mudou seu nome para "The Stereophonics, em homenagem ao fabricante de um toca-discos que tinha pertencido ao pai de Cable.
Em Março de 1996, a banda fez um show local no Coliseum Theatre junto com os grupos Catatonia e Pocket Dare. Tocando ainda como "Tragic Love Company", o grupo impressionou de tal maneira o empresario John Brand que ele decidiu assinar um contrato de gestão com eles após o show.
Em maio de 1996, eles foram os primeiros artistas a assinar com a recém-formada gravadora V2 , criada por Richard Branson. Após a assinatura, eles tiraram o "The" do seu nome que tornou-se simplesmente "Stereophonics"

### Primeiro álbum e ascensão à fama (1997-2000)
Em agosto de 1997, a banda lançou seu primeiro álbum de estúdio, Word Gets Around, que alcançou a posição # 6 nas paradas britânicas, das quais cinco singles foram liberados. Depois, a banda embarcou em uma turnê mundial bem sucedida.
|             |               |              |
| Kelly Jones | Richard Jones | Stuart Cable |

Em fevereiro de 1998, a banda recebeu um BRIT Award de "Banda Revelação". Na mesma semana, a banda relançou o single  "Local Boy in the Photograph" , que, por sua vez, alcançou a posição nº 14 no UK Singles Chart. O álbum de estréia,  Word Gets Around , também foi ouro no Reino Unido.
Em novembro de 1998, "The Bartender and the Thief" (o primeiro single do álbum Performance and Cocktails ) foi lançado, chegando ao número 3 nas paradas do Reino Unido. "Just Looking" foi o seguinte chegando ao número 04 em marco de 1999. Nesse mesmo mês, o álbum foi lançado, entrando no número 1 e alcançando platina em três semanas. Mais tarde nesse ano, a banda tocou na frente de 50.000 pessoas no Morfa Stadium em Swansea. O concerto foi filmado e lançado em DVD no ano seguinte. O grupo também colaborou com Tom Jones em uma versão da música de Randy Newman "Mama Told Me Not To Come", para o álbum de Tom Jones Reload.
Ao longo de 1998 e 1999, a banda excursionou na Europa, Austrália e os Estados Unidos. Em 12 de Junho de 1998, o Stereophonics tocou para mais de 10.000 espectadores no recinto do Castelo de Cardiff no País de Gales. A filmagem do concerto foi lançada em VHS e DVD, intitulada "Live at Cardiff Castle".

### Sucesso Mainstream (2001-2004)
A banda lançou seu terceiro álbum, Just Enough Education to Perform, em abril de 2001. O álbum incluía a faixa "Mr. Writer", que inclui letras que criticam um crítico que a banda acredita deu-lhes uma revisão injustamente negativa. O álbum também continha uma dos singles mais famosos da banda, "Have a Nice Day", que alcançou a posição #5 nas paradas britânicas.
Para promover o novo álbum, Just Enough Education to Perform, a banda tocou em um festival de dois dias, que foi chamado A Day at the Races.
Em 2003 foi lançado o quarto álbum de estúdio, intitulado You Gotta Go There to Come Back. Em setembro de 2003, o baterista Stuart Cable foi demitido. Segundo relatos, foi por causa de sua falta de compromisso com a banda. Cable, na época, apresentou um programa de TV chamado "Cable TV" e sentiu que a banda nunca iria melhorar. Devido a isso, ele perdeu vários ensaios e concertos ao vivo. Ele acabou sendo substituído por Javier Weyler.

### Mudança de baterista e progressão da banda (2005-2007)
Seu quinto álbum, Language. Sex. Violence. Other? foi lançado em março de 2005. Ele marcou seu primeiro disco com o novo baterista Javier Weyler. A banda alcançou o seu primeiro hit número um no Reino Unido com o primeiro single do álbum - o punk, upbeat "Dakota". O segundo single do álbum foi "Superman". No entanto, essa música não repetiu o sucesso de "Dakota", chegando ao número 13. Depois de "Superman" veio "Devil", apresentando um vídeo polêmico e alcançando o número 11 nas paradas. O álbum foi nomeado para o prêmio Pop Factory no final do ano, perdendo para "Pushing the Senses" da banda Feeder .
A banda tocou em Vancouver, no Canadá, em abril de 2005, com abertura da banda The Manvils. Após o concerto, Kelly Jones convidou o guitarrista do Manvils, seu compatriota Mark Parry, para se juntar ao Stereophonics na estrada como segundo guitarrista da banda na sua turnê mundial. Em 2 de julho de 2005, o grupo apareceu no concerto Live 8 em Hyde Park, Londres, tocando para o seu maior público até então.
A banda estava agendada para apoiar o Oasis em uma série de datas na Europa, no início de 2006, mas desistiu devido a compromissos familiares. 2006 também viu o lançamento do primeiro álbum ao vivo do Stereophonics, "Live From dakota". O álbum é uma compilação de dois discos, com vinte faixas abrangendo todos os cinco álbuns da banda capturando o melhor de sua turnê mundial de 2005. Ao invés de ser uma gravação de um show único, a turnê foi registrada a cada noite, a banda escolheu a melhor versão de cada música individualmente. O álbum também apresenta uma faixa chamada "Jayne", posteriormente lançada como parte do álbum solo de Kelly Jones, Only the Names Have Been Changes.

### Keep Calm and Carry On (2008-2010)
Em novembro de 2008, Stereophonics lançou uma compilação de sucessos chamada Decade in the Sun: The Best of Stereophonics.
A banda toca regularmente em festivais do verão britânico. Mais recentemente, eles têm tocado no Isle of Wight Festival em 2004 e 2009 e foram programados para aparecer no V Festival, em 2010, bem como no T in the Park onde já tocaram em 2008. Eles também apareceram no festival Oxegen na República da Irlanda em julho de 2010.
Em 8 de dezembro de 2009, o Comitê Organizador para os Jogos Olímpicos de Inverno e Jogos Paraolímpicos de Inverno de Vancouver 2010 anunciou a lista de artistas para as Cerimônias da Vitória noturnas.. Estas cerimónias incluem 30 minutos de entretenimento da respectiva província ou território anfitrião da noite, 30 minutos de entregas de medalhas, e uma performance de uma hora por um talento musical. Stereophonics tocando a música "I Got Your Number", foi programado neste caso em 20 de Fevereiro - na Noite de Yukon.
O sétimo álbum da banda intitulado Keep Calm and Carry On foi lançado em 16 de novembro de 2009. Eles decidiram sobre este nome depois de ver um cartaz no pub "The White Horse" em Richmond, onde passavam bastante tempo durante as gravações do álbum. O single de estréia do álbum foi  "Innocent". O segundo single do álbum foi "Could You Be The One ?", lançado em 15 de Fevereiro de 2010. A banda embarcou em uma turnê de sete dias para divulgar o novo álbum em Março de 2010 tocando em Aberdeen, Newcastle, Glasgow, Nottingham, Birmingham, Manchester, Sheffield e Londres, com o apoio da banda de Glasgow "Hip Parade".
Em 5 de Junho de 2010, o Stereophonics se apresentou no Cardiff City Stadium. O concerto, conhecido como Summer in the City, esgotou seus ingressos e teve uma audiência de 30.000 pessoas. Dois dias depois, em 7 de junho, o baterista original Stuart Cable foi encontrado morto em sua casa em Aberdare. Ele tinha 40 anos.

### Graffiti on the Train (2011–presente)
Em 10 de março de 2011, Stereophonics anunciou que a banda já começou a trabalhar em seu novo álbum de estúdio.
Em julho de 2012, foi anunciado que Javier Weyler tinha deixado a banda. O anúncio foi feito na página da banda no Facebook, embora nenhuma razão foi dada para o acontecido. Foi anunciado em 24 de Setembro de 2012, que Jamie Morrison, ex-baterista Noisettes, tinha substituído Weyler.
Em 8 de outubro de 2012, Stereophonics lançou um videoclipe para a faixa intitulada "Violins and Tambourine" do próximo álbum. Em 4 de novembro, o primeiro single do novo álbum, "In a Moment", foi lançado como download gratuito no site da banda. No mesmo dia, NME.com informou que o álbum seria intitulado Graffiti on the Train. De acordo com a Amazon, o álbum será lançado 04 de março de 2013. O segundo single do álbum, "Indian Summer" foi lançado em janeiro de 2013.

## Membros
- Kelly Jones – vocal, guitarra solo, piano, compositor (1992–presente)
- Richard Jones – baixo, vocal de apoio (1992–presente)
- Adam Zindani – guitarra base (2007–presente)
- Jamie Morrison – bateria (2012–presente)

### Membros anteriores
- Stuart Cable – bateria, percussão, vocal de apoio (1992-2003)
- Javier Weyler – bateria, percussão (2004-2012)

### Membros de turnês
- Tony Kirkham (piano)
- Adam Zindani (guitarra)
- Scott James (guitarra) 2001 - 2006
- Aileen McLaughlin (vocal de apoio - live) 2002 - 2003
- Anna Ross (vocal de apoio - live) 2002 - 2003
- Steve Gorman (bateria, percussão) 2003

## Discografia

### Álbuns de estúdio
- Word Gets Around (1997)
- Performance and Cocktails (1999)
- Just Enough Education to Perform (2001)
- You Gotta Go There to Come Back (2003)
- Language. Sex. Violence. Other? (2005)
- Pull the Pin (2007)
- Keep Calm and Carry On (2009)
- Graffiti on the Train (2013)
- Keep the Village Alive (2015)
- Scream Above the Sounds (2017)
- Kind (2019)
- Oochya! (2022)
- Make 'em Laugh, Make 'em Cry, Make 'em Wait (2025)

### Álbuns ao vivo
- Live from Dakota (2006)

### Coletâneas
- Decade in the Sun: The Best of Stereophonics (2008)

### DVD's
- Live at Cardiff Castle (1998)
- Live at Morfa Stadium (1999)
- Call Us What You Want But Don't Call Us in the Morning (2000)
- A Day at the Races (2002)
- Language. Sex. Violence. Other? (2006)
- Rewind (2007)
- Decade in the Sun: The Best of Stereophonics (2008)